# Rhesus-Inkompatibilität
Die Rhesus-Inkompatibilität (Synonyme Rh-Inkompatibilität, Rhesusunverträglichkeit) ist eine Blutgruppenunverträglichkeit gegenüber dem Rhesusfaktor-Antigen „RhD“ zwischen RhD-negativer (veraltet auch Rh−, rh; Genotyp dd) Mutter und RhD-positivem (veraltet auch Rh+, Rh; Genotyp Dd) ungeborenem oder neugeborenen Kind.
Sie kann zur Auflösung kindlicher roter Blutkörperchen (Hämolyse der Erythrozyten) führen, zu Anämie und Hyperbilirubinämie. In schweren Fällen entwickelt sich ein Morbus haemolyticus neonatorum mit Hydrops fetalis.

## Symptomatik
Da die Plazenta, während sie den Stoffaustausch zwischen mütterlichem und kindlichem Blut gewährleistet, nahezu keinen Kontakt des mütterlichen mit dem kindlichen Blut zulässt, wird bei der ersten Schwangerschaft einer Rh-negativen Frau (Genotyp dd) mit einem Rh-positiven Kind (Genotyp Dd) dieses in der Regel symptomlos und gesund geboren. Die fetalen Erythrozyten kommen häufig erst während der Geburt mit dem mütterlichen Blut in Kontakt und lösen dabei eine Sensibilisierung des Immunsystems der Mutter aus. Bei Rh-negativen Frauen, die zuvor schon sensibilisiert wurden und Anti-D-Immunglobuline bilden, können diese das ungeborene Kind schädigen.
Bei positivem Anti-D-Antikörpernachweis mit hohem Titer besteht akute Gefahr für den Fötus. Bei Eintreten einer fetalen Anämie und intrauterinem Hydrops ist die Prognose schlecht und es kommt zu einer Fehlgeburt bzw. Totgeburt.
Bei etwa der Hälfte der Schwangerschaften, die trotz Sensibilisierung der Mutter ausgetragen werden, haben die Neugeborenen nur eine milde Hämolyse mit leichtem Neugeborenenikterus. Die andere Hälfte der Neugeborenen hat eine deutlichere Anämie und  aufgrund der kompensatorisch gesteigerten Blutbildung außerhalb des Knochenmarks eine vergrößerte Leber und Milz (Hepatosplenomegalie). Der Ikterus verläuft schwerer, die Kinder kommen oft schon gelb zur Welt (Ikterus gravis et praecox). Generalisierte Wassereinlagerungen (Ödeme) und Ergüsse in Brust- und Bauchhöhle (Pleuraerguss und Aszites) finden sich beim Vollbild des Hydrops fetalis.
Bei der Erythroblastose wird Biliverdin und Bilirubin durch Hämolyse frei und auch im Dentin des Zahnes abgelagert. Zahnkronen und Zahnwurzeln verfärben sich dadurch blaugrün. Diese sog. Chlorodontie nimmt nach einigen Jahren durch die weitere Dentinbildung ab.

## Diagnostik
Für die Diagnostik entscheidend ist eine Blutgruppenbestimmung von Mutter und Kind. Zum Nachweis plazentagängiger IgG-Antikörper im mütterlichen Serum dient der Coombs-Test, wohingegen mit dem direkten Coombs-Test Antikörper auf den Erythrozyten des Kindes nachgewiesen werden. Zur Einschätzung des Schweregrades und der Planung der weiteren Behandlung ist außerdem die Bestimmung eines Blutbild des Kindes, verschiedener Hämolyse-Parameter (LDH, Retikulozyten) sowie des Bilirubin erforderlich.
Mittels Polymerase-Kettenreaktion (PCR) lässt sich mittlerweile der RhD-Status des Fetus zuverlässig aus dem Blut der Mutter bestimmen. Ist der Fetus RhD-negativ, muss die präpartale Anti-D-Prophylaxe nicht mehr durchgeführt werden. Diese vorgeburtliche Untersuchung des fetalen RhD-Merkmals durch nicht-invasiven Pränataltest (NIPT) ist seit November 2020 Bestandteil der deutschen Mutterschaftsrichtlinien.

## Therapie

### Maßnahmen beim Ungeborenen
Pränatale Überwachung, Titerbestimmung, Sonografie, Spektrometrie des Fruchtwassers nach Amniozentese mit Bestimmung der Bilirubinwerte.
Bei leichter Hämolyse:
In der 34. bis 36. SSW bei reifem L/S-Quotienten (Indikator für die Lungenreifung): vorzeitige Entbindung.
Bei schwerer Hämolyse:
Vor der 32. SSW bei unreifem L/S-Quotienten intrauterine Bluttransfusion über die Nabelschnur.
Ab der 32. SSW bei unreifem L/S-Quotienten: ebenso intrauterine Bluttransfusion.
Ab der 32. SSW bei reifem L/S-Quotienten: intrauterine Bluttransfusion oder Einleitung einer Frühgeburt.
Mit fortschreitender Schwangerschaftsdauer und Reifung der Organfunktionen sinkt das postnatale Risiko, so dass zugunsten einer vorzeitigen Entbindung entschieden werden kann.

### Behandlung des Neugeborenen
Postnatale Überwachung, wiederholte Bestimmung des Bilirubinwertes im Serum. Bei Überschreiten eines kritischen Wertes Phototherapie. Bei Gefahr eines schwereren Verlaufs Blutaustauschtransfusion zur Entfernung der mit Antikörpern besetzen Erythrozyten unter Verwendung von Spenderblut der Blutgruppe 0 RhD-negativ.
Ein Hydrops fetalis ist für den Neonatologen immer ein medizinischer Notfall, der eine Vielfalt von intensivmedizinischen Maßnahmen schon im Kreißsaal erfordert. In der Regel müssen die Kinder sofort intubiert und künstlich beatmet werden, erhalten sofort Bluttransfusionen und die Ergüsse in Brust- und Bauchhöhle werden zur Entlastung punktiert.

## Immunserologische Besonderheiten
Der Antikörper Anti-D ist ein irregulärer erythrozytärer Antikörper, den RhD-negative Menschen bilden können, wenn sie durch RhD-positive Erythrozyten sensibilisiert wurden. Irreguläre Antikörper sind Antikörper, die (im Gegensatz zu den Isoagglutininen) nach Kontakt mit dem jeweiligen Antigen erst nach einer entsprechenden Immunantwort gebildet werden, am häufigsten im Rahmen von Bluttransfusionen oder durch Schwangerschaften.
Bei der laborklinischen Untersuchung zeigt sich, dass die im Serum eventuell vorhandenen irregulären Antikörper auf der Oberfläche (Zellmembran) von sogenannten Test-Erythrozyten binden können. Handelt es sich dabei um irreguläre Antikörper der Klasse IgM, so wird es bereits auf dieser Stufe zu einer Agglutination kommen. Zum Nachweis von irregulären Antikörpern der Klasse IgG wird zusätzlich ein Coombs-Serum zugegeben (indirekter Coombs-Test). Kommt es auf dieser Stufe zu einer Agglutination, so gelten irreguläre Antikörper der Klasse IgG als nachgewiesen.

## Epidemiologie

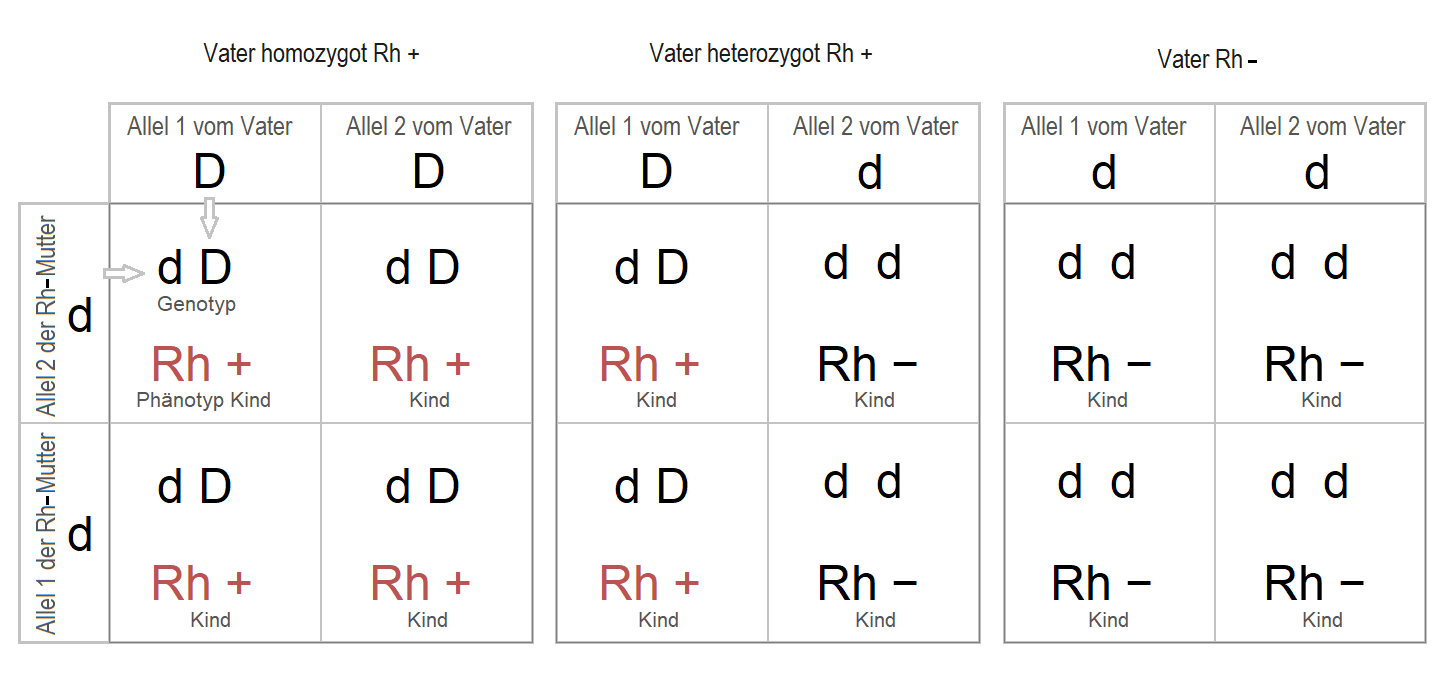
Erbschemata (Punnett-Quadrate) mit den möglichen Allel-Kombinationen des Kindes einer RhD-negativen Frau.

Etwa 85 % der Bevölkerung in Europa sind Rh-positiv, davon (je nach Literaturquelle) 35 bis 40 % homozygot (DD) und 50 bis 60 % heterozygot (Dd). Folglich sind 15 % Rh-negativ (dd, da rezessiv immer homozygot).
12 bis 15 % der Paare in Europa haben die Konstellation einer Rh-negativen Frau mit einem Rh-positiven Mann. Daraus ergibt sich – in Verbindung mit der dominanten Vererbung des Rhesusfaktors (RhD-positiv) – bei etwa 60 % der RhD-negativen Schwangeren ein RhD-positiver Fötus.
- Wenn die Mutter RhD-negativ ist (dd) und der Vater homozygot RhD-positiv (DD), dann ist jeder Fötus heterozygot RhD-positiv (Dd).
- Wenn die Mutter RhD-negativ ist (dd) und der Vater heterozygot RhD-positiv (Dd), dann ist der Fötus mit 50%iger Wahrscheinlichkeit heterozygot RhD-positiv (Dd) und mit 50%iger Wahrscheinlichkeit RhD-negativ (dd).

## Pathogenese
Der Rhesusfaktor wird dominant vererbt. Das Blutgruppenmerkmal RhD-negativ ist mit rund 15 % Anteil der Bevölkerung relativ selten. Die Erythrozyten RhD-positiver Menschen tragen auf ihrer Oberfläche ein „D-Antigen“ (Rhesusfaktor „D“). RhD-negative Menschen weisen dieses Antigen nicht auf. Die Antikörper gegen den Rhesusfaktor D werden bei Menschen ohne diesen Faktor nur dann gebildet, wenn sie mit ihm in Berührung kommen, d. h. wenn RhD-positive Blutbestandteile (Erythrozyten und Bestandteile) eines Menschen in den Blutkreislauf einer RhD-negativen Person gelangen.
Das kann bei Bluttransfusionen geschehen oder unter bestimmten Voraussetzungen in der Schwangerschaft oder bei der Geburt. RhD-positives Blut wird RhD-negativen Personen heute nur noch in Ausnahmefällen (Mangel geeigneter Konserven) transfundiert. Die Blutkreisläufe von Mutter und ungeborenem Kind sind normalerweise durch die Plazentaschranke voneinander getrennt. Diese verhindert weitgehend, dass Blutzellen des Kindes in den mütterlichen Kreislauf (oder umgekehrt) gelangen. Ist dies dennoch der Fall, etwa bei invasiven, vorgeburtlichenen Eingriffen in der Gebärmutter und/oder am Kind, oder z. B. im Fall einer Verletzung des Kindes, der Nabelschnur oder der Plazenta bei der Geburt – Bedingung ist jeweils Einbringung des kindlichen Blutes in den mütterlichen Blutkreislauf – kann die Mutter sensibilisiert werden und Antikörper gegen das RhD-Antigen des Kindes bilden. Weiterhin vermutet man als Ursache sogenannte Mikrotraumata bzw. pathologische Öffnungsvorgänge der Plazenta. Trotz der Plazentaschranke kann man davon ausgehen, dass in jeder Schwangerschaft einige Erythrozyten des Kindes in den Blutkreislauf der Mutter gelangen. Für eine RhD-Sensibilisierung ist eine Mindestmenge erforderlich. Im Verlaufe der Schwangerschaft erhöht sich die Menge an übertretenden Erythrozyten. Deshalb steigt die Wahrscheinlichkeit einer RhD-Sensibilisierung ab dem dritten Trimenon. Nach zuvor bereits erfolgter Sensibilisierung kann es jedoch in einer folgenden Schwangerschaft mit einem RhD-positiven Fetus schon im ersten Trimenon zu einer „Booster-Immunisierung“ kommen.
Je nach Art und Umfang der Invasivität eines Eingriffs noch wahrscheinlicher ist eine Sensibilisierung bei induziertem Abort bzw. Schwangerschaftsabbruch und durch sonstige invasive Eingriffe in die Gebärmutter, etwa im Rahmen der Pränataldiagnostik die Chorionzottenbiopsie (CVS); Amniozentese (AC) und die Nabelschnurpunktion. Dies trifft auch für Bauchverletzungen in der Schwangerschaft, Blutungen der Plazenta, Einnistungen der Keimzelle außerhalb Gebärmutter, Fehlgeburten sowie ggf. vorgenommene Ausschabungen und bei Rhesusfaktor-unverträglichen, verabreichten Bluttransfusionen zu. Das Risiko für die Einleitung einer Bildung von Antikörpern und Immunisierung steigt dabei je nach Umfang der Invasivität bzw. dem Verletzungs- und Blutungsrisiko oder der Menge des in den Blutkreislauf eingebrachten Blutes (s. Häufigkeit bei Rh-negativen Schwangeren).
Der Zusammenhang zwischen einerseits dem erfolgten Nachweis von Beta-Zellen mit dem Erbgut der Mutter der Testpersonen in der Bauchspeicheldrüse (sogenanntem Mikrochimärismus), und andererseits dem bei ehemals per Kaiserschnitt entbundenen Personen signifikant erhöhtem Auftreten der Autoimmunerkrankung Diabetes mellitus Typ 1 lässt darauf schließen, dass es während der Schnittentbindungen demnach häufiger zur Kontamination des kindlichen Blutkreislaufs mit Körperzellen der Mutter kommt.
Tritt eine Sensibilisierung der Mutter in der ersten Schwangerschaft ein, dann geschieht sie relativ langsam und führt bei der ersten Schwangerschaft üblicherweise noch nicht zu Problemen. Ist die Mutter jedoch vom ersten Kind „sensibilisiert“, das heißt ihr Immunsystem hat Gedächtniszellen gebildet, dann kann erneuter Blutkontakt in der nächsten Schwangerschaft mit einem RhD-positiven Kind sehr schnell zur Bildung einer größeren Menge an Antikörpern bei der Mutter führen (Boosterung). Diese D-Antikörper können im Gegensatz zu den Erythrozyten als Immunglobuline vom Typ G leicht durch die Plazentaschranke in den Blutkreislauf des Kindes übertreten (IgG-Immunglobuline; nach T-Zell-Hilfe und Immunglobulinklassenwechsel der Anti-D-Antikörper von IgM zu IgG). Sie binden an die RhD-positiven Erythrozyten-Antigene des Kindes. Solche mit Antikörpern der Mutter beladenen Erythrozyten des Kindes werden in dessen Milz vorzeitig abgebaut. Es kommt beim Kind – mehr oder weniger ausgeprägt – zu einer hämolytischen Anämie.
Zunächst führt die Hämolyse der Erythrozyten beim Kind kompensatorisch zu einer gesteigerten Neubildung von Blutzellen, auch außerhalb des Knochenmarks (extramedulläre Blutbildung), in Leber und Milz. Je nach Schweregrad kann es zu Hypoxie und Azidose, verminderter Albuminsynthese, und in einem Teil der Fälle zu Ödemen und Pleuraergüssen kommen. Dieses vorgeburtliche Bild eines Morbus haemolyticus fetalis, nach der Geburt als Morbus haemolyticus neonatorum (MHN) bezeichnet, kann im Vollbild zu einem Hydrops fetalis und damit schlimmstenfalls zu Missbildungen oder zum Tod des Ungeborenen oder Neugeborenen führen. Der Schweregrad eines Morbus haemolyticus neonatorum ist aus immunhämatologischer Sicht im Wesentlichen abhängig von der Konzentration der mütterlichen Antikörper, dem Anteil der die Plazenta passierenden IgG-Antikörper und deren Subklassenverteilung sowie der Antigendichte und -verteilung auf dem kindlichen Gewebe. Daraus wiederum folgt der Grad der Hämolyse. Ob gesundheitliche Folgen für das Kind entstehen, hängt vom Zeitpunkt und Grad der Hämolyse ab, weiterhin davon, ob diese ausreichend kompensiert werden kann (Schwangerschaftsmonat, Konstitution und Gesundheitszustand des Kindes) und drittens – falls erforderlich – von den eingeleiteten therapeutischen Maßnahmen (s. Symptomatik und Therapie).
Eine weitere Form der mütterlichen Unverträglichkeit gegen Blutzellen des ungeborenen Kindes stellen die fetalen und neonatalen Alloimmun-Thrombozytopenien (F/NAIT) und -Neutropenien (F/NAIN) dar, bei denen kindliche Blutplättchen oder weiße Blutzellen zerstört werden.

## Häufigkeit bei RhD-negativen Schwangeren
Vor Einführung der Anti-D-Prophylaxe (Rhesusprophylaxe) waren in verschiedenen Studien zwischen 1,96 % (3/153) und 13,39 % (15/112) der Frauen in den Kontrollgruppen immunisiert, woraus sich eine durchschnittliche Immunisierungsrate von 7,5 % ergibt.
Ein Morbus Haemolyticus Neonatorum (MHN) fand sich vor Einführung der Anti-D-Prophylaxe bei 0,6 % aller Schwangerschaften, von denen 60 % therapiebedürftig waren und 12 % tödlich endeten.
Die o. g. Zahlen umfassen auch diejenigen Frauen, bei denen zuvor – ggf. mehrfach – Invasiveingriffe wie Schwangerschaftsabbrüche, Verletzungen, Blutungen, Extrauteringraviditäten, inkompatible Bluttransfusionen etc. erfolgten. Eine Anti-D-Prophylaxe für (bis 1976 illegale und deshalb quantitativ und qualitativ unbekannte) Schwangerschaftsabbrüche und andere Invasiveingriffe, Verletzungen, nach Verabreichung Rh-inkompatibler Bluttransfusionen etc. – d. h. Indikationen, in denen diese heute erfolgt – (s. Prophylaxe) stand damals nicht zur Verfügung.

## Prophylaxe mit Anti-D-Immunglobulin
Das gegen den unter Pathogenese beschriebenen Immunisierungsvorgang und seine Folgen präventiv verabreichte Medikament ist ein Blutprodukt. Es wird als „Anti D“ bzw. „Anti-D-Prophylaxe“ bezeichnet, als „Wirkstoff“ sind Anti-D- bzw. Rhesusfaktor-Antikörper (humanes Anti-D-Immunglobulin) enthalten. Rekombinantes, monoklonales Anti-D, das nicht von Spendern gewonnen werden muss, wird aktuell in Studien als Alternative zum polyklonalen Anti-D erprobt.
Auch im Falle einer Transfusion RhD-positiven Blutes an einen RhD-negativen Spender kann durch die Gabe von Anti-D eine Immunisierung verhindert werden. In diesem Fall werden deutlich höhere Dosen der Anti-D-Prophylaxe verabreicht, als sie bei Schwangeren üblich sind.

### Präpartale Prophylaxe
Eine Blutgruppenbestimmung in der Frühschwangerschaft gehört zu den üblichen Schwangerschaftsvorsorgemaßnahmen. Vor Einführung der fetalen RHD-Typisierung erhielten alle RhD-negativen Schwangeren vorbeugend in der 28.–30. Schwangerschaftswoche die präpartale Rhesusprophylaxe. Seit 2020 empfiehlt die Schweizer Gesellschaft für Gynäkologie und Geburtshilfe die Durchführung der präpartalen Rhesusprophylaxe in Abhängigkeit vom fetalen RHD-Status nach nicht-invasivem Pränataltest (NIPT). In Deutschland wurde der RHD-NIPT im November 2020 Gegenstand der Mutterschaftsrichtlinien. Mittels RHD-NIPT kann aus einer Blutprobe der Mutter der fetale RhD-Status ermittelt werden.
Bei einem Kind eines RhD-negativen Vaters (dd), sowie bei einem RhD-negativen Kind eines heterozygoten Vaters (Dd) kann die präpartale Prophylaxe ausgelassen werden, da keine Gefahr der mütterlichen RhD-Sensibilisierung besteht. Dies betrifft in Mitteleuropa ca. 40 % der Schwangeren. Bisher wird dieses Vorgehen nur bei Einlingsschwangeren empfohlen. Da hierbei die präpartale Prophylaxe nur erfolgt, wenn das Kind nachgewiesenermaßen RhD-positiv ist, spricht man von einer gezielten Rhesusprophylaxe. Das bisherige Vorgehen ist eine ungezielte Prophylaxe.
Die Injektion von Anti-D-Immunglobulin entspricht einer Passiv-Immunisierung der Frau. Schon wenn an 20 % der Antigene an vom Ungeborenen in den mütterlichen Blutkreislauf eingeschwemmten RhD-positiven Erythrozyten die injizierten Antikörper gebunden haben, wird eine aktive Immunantwort des mütterlichen Immunsystems gehemmt. Der Grund für diese Wirkung ist noch nicht eindeutig geklärt.

### Postpartale Prophylaxe
Nach der Geburt des Kindes wird innerhalb von 72 Stunden der RhD-Status des Neugeborenen serologisch bestimmt. Üblicherweise verwandt wird hierzu das Nabelvenenblut. Bei einem RhD-positiven Kind erfolgt die Gabe der postpartalen Prophylaxe. Auch nach zuvor erfolgtem RHD-NIPT ist die serologische Testung des Neugeborenen erforderlich.

### Prophylaxe nach Komplikationen/Eingriffen
Eine Anti-D-Prophylaxe erfolgt bei RhD-negativen Schwangeren ebenfalls vor invasiven Eingriffen in die Gebärmutter u. a. im Rahmen der Pränataldiagnostik oder nach erfolgten Verletzungen. Dazu gehören
- induzierter Abort bzw. Schwangerschaftsabbruch;
- die Chorionzottenbiopsie (CVS);
- Fruchtwasserpunktion (Amniozentese; AC);
- Nabelschnurpunktion;
- Bauchverletzungen in der Schwangerschaft;
- Blutungen der Plazenta;
- Einnistungen der Keimzelle außerhalb der Gebärmutter;
- Fehlgeburten sowie ggf. vorgenommene Ausschabungen;
- manuelle Veränderungen der Lage des Kindes in der Gebärmutter (äußere Wendung);
- bei Rhesusfaktor-unverträglichen, verabreichten Bluttransfusionen.

Daneben werden in der Schwangerschaft regulär zwei Antikörper-Suchtests durchgeführt, mit denen auch Antikörper gegen Rhesusantigene nachgewiesen werden. Steigt deren Titer während der Schwangerschaft an oder zeigt der Fetus im Ultraschall schon Zeichen eines beginnenden Hydrops, kann gegebenenfalls schon eine intrauterine Bluttransfusion vorgenommen werden.

### Geschichte
Der Impfstoff zur Anti-D-Prophylaxe wurde in den 1960er Jahren durch eine britische Gruppe (Ronald Finn, Cyril A. Clarke) in Liverpool und eine US-amerikanische Gruppe (William Pollack, Vincent J. Freda, John G. Gorman, Columbia-Presbyterian Hospital) entwickelt und der Impfstoff 1969 eingeführt. Die beteiligten Wissenschaftler erhielten dafür 1980 den Lasker~DeBakey Clinical Medical Research Award.

### Kontamination mit Hepatitis C
In der DDR waren in den Jahren 1978 und 1979 etwa 6800 RhD-negative Mütter nach der Geburt von RhD-positiven Kindern bei einer für diese Konstellation damals gesetzlich vorgeschriebenen Anti-D-Prophylaxe zum Schutz nachgeborener Kinder mit Hepatitis C infiziert worden. Die für die Kontamination des Serums mit dem Spenderblut Infizierter verantwortlichen Personen wussten davon und wurden wegen des Verstoßes gegen das Arzneimittelgesetz der DDR verurteilt. Die Öffentlichkeit und die Opfer aber wurden über diese Vorgänge zunächst nicht aufgeklärt. Schließlich dann doch durch die DDR begonnene Entschädigungen wurden durch den Beitritt der DDR zur BRD unterbrochen und erst 2000 durch das bundesdeutsche Anti-D-Hilfegesetz wieder aufgenommen.

### Wirkungsweise und Wirksamkeit
Auch wenn diesbezüglich Hypothesen kursieren, ist lt. Herstellerangaben „der Wirkungsmechanismus, wodurch das Anti-D-Immunglobulin die Immunisierung durch Rh(D) positive Erythrozyten unterdrückt, (…) nicht bekannt.“ Betreffend der Wirksamkeit könne „eine passive Immunisierung mit spezifischen IgG-Antikörpern gegen das Rh(D)-Antigen (…) in > 99 % der Fälle verhindern, dass die Rh(D)-negative Mutter aktiv immunisiert wird.“ Das jedoch unter der „Voraussetzung (…) dass eine ausreichende Dosis früh genug nach Exposition mit fetalen Rh(D)-positiven Erythrozyten verabreicht wird.“ Studien zur Wirksamkeit sind von den Herstellern bisher nicht veröffentlicht worden.

### Kritik an der Anti-D-Prophylaxe
Anti-D-Immunglobuline wurden bis etwa 2020 in Deutschland bei allen RhD-negativen Schwangeren prophylaktisch angewendet. Das waren etwa 15 % aller Schwangeren bzw. etwa 110.000 Personen. Seither steht ein Test zur Verfügung, der anhand fetaler Blutzellen im Blut der Mutter bereits vor der Geburt sicher (99,9 %) feststellen lässt, ob der Fötus RhD-positiv ist. Damit ließen sich etwa 1/3 nicht angezeigter Anti-D-Immuntherapien sowie nachgeburtliche Blutuntersuchungen vermeiden. Das scheint aus verschiedenen Gründen sinnvoll:
- Anti-D-Immunglobulin ist ein Blutprodukt und wird aus Spenderblut sensibilisierter Männer gewonnen, die in Deutschland nicht ausreichend zur Verfügung stehen[37].
- die Verabreichung als intramuskuläre Injektion ist mit gelegentlichen und seltenen Nebenwirkungen verbunden[39].

Die Wirksamkeit (>99 % der aufgrund möglicher Inkompatibilität therapierten Frauen, die sich tatsächlich inkompatibel erwiesen, entwickelt keine Antikörper bei rechtzeitiger Anwendung) steht jedoch außer Frage. Die Schwere der möglichen Komplikationen für das oder weitere Kinder bei Inkompatibilität muss somit gegen Nebenwirkungen und ökonomische Faktoren abgewogen werden. Es müsse sich erweisen, ob der nachgeburtliche Test in der Praxis tatsächlich verzichtbar ist.
Es ist bekannt, dass insbesondere vorgeburtliche invasive Eingriffe den Grad der Wahrscheinlichkeit einer Immunisierung erhöhen worauf bereits in den 1970er Jahren die Festlegung zahlreicher Indikationen für die präventive Gabe der Anti-D-Prophylaxe (s. Prophylaxe) basiert.